# فستیوال تئاتر چیچستر
فستیوال تئاتر چیچستر (انگلیسی: Chichester Festival Theatre) یک سالن تئاتر و بنای فهرست‌شده با گرید II* واقع شده در پارک اوکلندز در شهر چیچستر، ساسکس غربی، انگلستان است. این بنا توسط فیلیپ پاول و هیدالگو مویا طراحی شده‌است و در سال ۱۹۶۲ توسط بنیانگذار آن، لزلی اورشد مارتین افتتاح شد. بنای کوچکتر تئاتر مینروا در همان نزدیکی در سال ۱۹۸۹ ساخته شد.

## برای مطالعهٔ بیشتر
- Chichester Festival Theatre at Fifty by Kate Mosse, 2012